# 哈尔滨市保护建筑列表

## 一类保护建筑

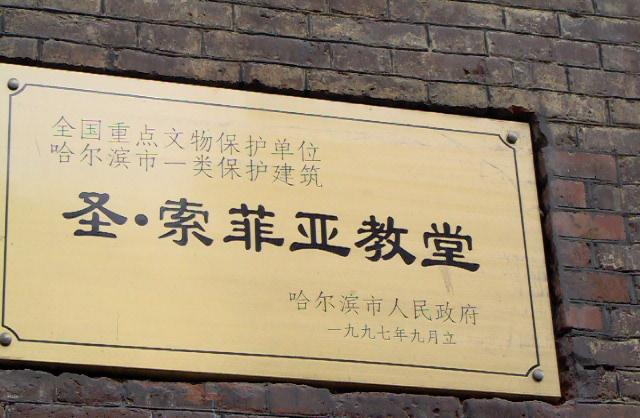
全国重点文物保护保护单位
哈尔滨市一类保护建筑

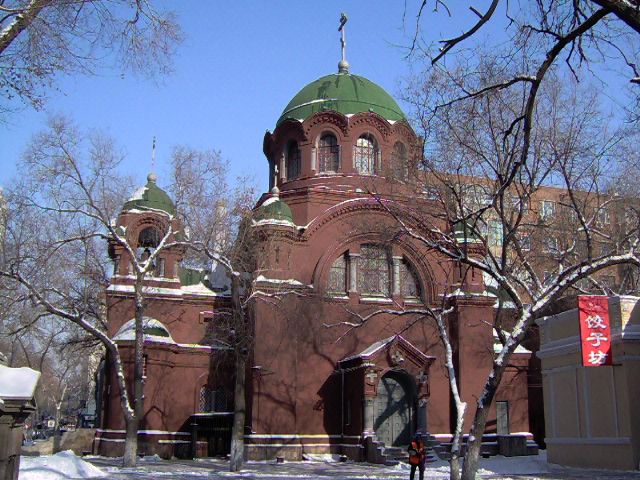
圣母帡幪教堂
拜占庭式建筑

- 马迭尔宾馆 地址：道里区中央大街89号 （已公布为全国重点文物保护单位）
- 松浦洋行旧址（教育书店） 地址：道里区中央大街120-122号（已公布为哈尔滨市文物保护单位）
- 道里秋林商店（东楼） 地址：道里区中央大街137号 （已公布为全国重点文物保护单位哈尔滨犹太人活动旧址群的子项目秋林洋行道里分行旧址）
- 日本横滨正金银行哈尔滨分行旧址（黑龙江省美术馆） 地址：道里区地段街133号 （已公布为哈尔滨市文物保护单位）
- 中东铁路哈尔滨总工厂俱乐部旧址（哈尔滨铁路车辆文化宫）地址：道里区经纬街281号 （已公布为哈尔滨市文物保护单位）
- 鞑靼清真寺（通江街住宅，原教堂） 地址：道里区通江街108号 （已公布为黑龙江省文物保护单位）
- 伪哈尔滨市长官邸旧址（红霞幼儿园） 地址：道里区红霞街99号  （已公布为哈尔滨市文物保护单位）
- 汇丰银行哈尔滨分行旧址（中国银行哈尔滨分行） 地址：道里区兆麟街37号  （已公布为哈尔滨市文物保护单位）
- 圣·索菲亚教堂 地址：道里区透龙街95号  （全国重点文物保护单位）
- 哈尔滨游艇俱乐部旧址（江上俱乐部） 地址：道里区斯大林公园内  （已公布为哈尔滨市文物保护单位）
- 犹太商人索斯金故居（哈尔滨市第四住宅建筑工程公司） 地址：道里区经纬四道街24号 （已公布为全国重点文物保护单位哈尔滨犹太人活动旧址群的子项目）
- 霁虹桥 横跨道里与南岗两区之间 （全国重点文物保护单位中东铁路建筑群的一部分）
- 伪满洲中央银行哈尔滨支行旧址（中国工商银行哈尔滨分行） 地址：道里区田地街115号 （已公布为哈尔滨市文物保护单位）
- 东本愿寺附属小学旧址（哈尔滨兆麟小学校） 地址：道里区地段街198号 （已公布为不可移动文物）
- 公园餐厅 地址：道里区斯大林公园内 （已公布为哈尔滨市文物保护单位）
- 江畔餐厅 地址：道里区斯大林公园内 （已公布为哈尔滨市文物保护单位）
- 米尼阿久尔餐厅旧址（哈尔滨摄影社） 地址：道里区中央大街85号 （全国重点文物保护单位哈尔滨犹太人活动旧址群的一部分）
- 中东铁路职员竞技会馆旧址（哈尔滨市第十三高级职业中学） 地址：道里区上游街69号 （已公布为哈尔滨市文物保护单位）
- 极乐寺 地址：南岗区东大直街1号 （已公布为黑龙江省文物保护单位）
- 哈尔滨圣母帡幪教堂 地址：南岗区东大直街268号 （已公布为黑龙江省文物保护单位）
- 大直街德国路德会教堂 地址：南岗区东大直街252号 （已公布为哈尔滨市文物保护单位）
- 斯基德尔斯基故居（中共黑龙江省委老干部活动中心） 地址：南岗区颐园街3号 （已公布为全国重点文物保护单位哈尔滨犹太人活动旧址群的子项目）
- 哈尔滨颐园街一号欧式建筑（革命领袖视察黑龙江纪念馆） 地址：南岗区颐园街1号 （已公布为全国重点文物保护单位）
- 梅耶洛维奇大楼（波皮沃任斯基医院、大明钟表眼镜商店） 地址：南岗区东大直街336号 （已公布为全国重点文物保护单位哈尔滨犹太人活动旧址群的子项目）
- 中东铁路管理局局长官邸旧址（国际饭店前小楼） 地址：南岗区红军街38号 （已公布为哈尔滨市文物保护单位）
- 新哈尔滨旅馆旧址（国际饭店） 地址：南岗区西大直街4号 （已公布为不可移动文物）
- 哈尔滨莫斯科商场旧址（黑龙江省博物馆） 地址：南岗区红军街46号 （已公布为全国重点文物保护单位）
- 中东铁路管理局副局长官邸旧址（黑龙江省社会科学联合会） 地址：南岗区联发街64号 （已公布为哈尔滨市文物保护单位）
- 中东铁路俱乐部旧址（哈尔滨铁路文化宫） 地址：南岗区西大直街84号 （已公布为哈尔滨市文物保护单位）
- 中东铁路管理局旧址（哈尔滨铁路局） 地址：南岗区西大直街51号 （已公布为全国重点文物保护单位中东铁路建筑群的子项目）
- 南满铁道株式会社哈尔滨事务所旧址（哈尔滨铁路公安局） 地址：南岗区红军街108号 （已公布为哈尔滨市文物保护单位）
- 华俄道胜银行哈尔滨分行旧址（黑龙江省工商联合会）地址：南岗区红军街77号 （已公布为哈尔滨市文物保护单位）
- 中东铁路局旅馆旧址（龙门大厦贵宾楼） 地址：南岗区红军街85号 （已公布为哈尔滨市文物保护单位）
- 中东铁路中央电话局旧址（哈尔滨铁路中心医院） 地址：南岗区银行街31号 （已公布为哈尔滨市文物保护单位）
- 伪满洲国哈尔滨警察厅旧址（东北烈士纪念馆） 地址：南岗区一曼街241号 （已公布为全国重点文物保护单位）
- 日本驻哈尔滨领事官邸旧址（黑龙江省外事办公室） 地址：南岗区果戈里大街292号 （已公布为哈尔滨市文物保护单位）
- 士课街教堂 地址：南岗区士课街47号  （已公布为黑龙江省文物保护单位）
- 哈尔滨文庙 地址：南岗区文庙街25号  （已公布为全国重点文物保护单位）
- 哈尔滨圣母安息教堂 地址：南岗区东大直街哈尔滨游乐园内 （已公布为哈尔滨市文物保护单位）
- 哈尔滨铁路技术学校旧址（原哈尔滨建筑大学后楼） 地址：南岗区西大直街66号（已公布为不可移动文物）
- 中东铁路总稽核官邸旧址（哈尔滨铁路分局花园幼儿园） 地址：南岗区花园街1号 （已公布为黑龙江省文物保护单位）
- 哈尔滨市群众艺术馆 地址：南岗区一曼街247号 （已公布为不可移动文物）
- 马忠骏早期旧居（和平邨宾馆1号楼） 地址：南岗区中山路171号 （已公布为哈尔滨市文物保护单位）
- 空军第一飞行学院住宅2号楼 地址：南岗区文昌街学院院内
- 中共哈尔滨工业大学人文学院 地址：南岗区复华三道街1号 （已公布为不可移动文物）
- 吉黑邮政管理局旧址（黑龙江省邮电管理局） 地址：南岗区民益街100号 （已公布为哈尔滨市文物保护单位）
- 苏联驻哈尔滨总领事馆旧址（黑龙江省作家协会、黑龙江省文学艺术界联合会） 地址：南岗区耀景街22号 （已公布为哈尔滨市文物保护单位）
- 阿拉伯清真寺（道外清真寺） 地址：道外区南十三道街54号 （已公布为哈尔滨市文物保护单位）
- 交通银行哈尔滨分行旧址（中国农业银行黑龙江省分行） 地址：道外区北四道街18号 （已公布为哈尔滨市文物保护单位）
- 香坊火车站 地址：香坊区香站街4号 （已公布为全国重点文物保护单位中东铁路建筑群的子项目）
- 吉林街54号住宅楼  （已公布为不可移动文物）
- 哈尔滨文化公园西门（圣母安息教堂旧址）  （已公布为不可移动文物）
- 中共满洲省委机关旧址 地址：光芒街40号 （已公布为黑龙江省文物保护单位）
- 老巴夺父子烟草公司旧址（哈尔滨卷烟厂库房） （已公布为哈尔滨市文物保护单位）
- 辽阳街7号住宅楼  （已公布为不可移动文物）
- 鞍山街23号住宅楼  （已公布为不可移动文物）
- 花园街405-407号住宅楼  （已公布为不可移动文物）
- 张氏墓塔（大直街墓塔）  （已公布为哈尔滨市文物保护单位）
- 华严寺 地址：比乐街63号 （已公布为哈尔滨市文物保护单位）
- 哈尔滨输入组合旧址（哈尔滨市燃料总公司） 地址：买卖街92号 （已公布为不可移动文物）
- 哈尔滨地方法院旧址（石头道街81-91号商住楼）  （已公布为不可移动文物）
- 哈尔滨铁路局印刷厂仓库 地址：六顺街171号  （已公布为不可移动文物）
- 防洪纪念塔 地址：松花江畔（已公布为哈尔滨市文物保护单位）
- 临江街8号建筑（游览街8号住宅楼） 游览街8号（已公布为不可移动文物）
- 中东铁路早期典型医院建筑群（哈尔滨铁路局中心医院门诊）	颐园街37号	（已公布为不可移动文物）
- 哈尔滨商务俱乐部旧址（哈尔滨市科学宫）	上游街23号	（已公布为不可移动文物）
- 奥昆大楼（协和银行旧址、妇女儿童用品商店）	中央大街73号	（已公布为全国重点文物保护单位哈尔滨犹太人活动旧址群的子项目）
- 道里秋林公司旧址（哈尔滨江沿小学校）	中央大街187号 （已公布为不可移动文物）
- 联谊饭店旧址（哈尔滨市五金公司）	中央大街185号	（已公布为不可移动文物）
- 新世界旅馆旧址（哈尔滨市中医院）	中医街51号	（已公布为不可移动文物）

## 二类保护建筑

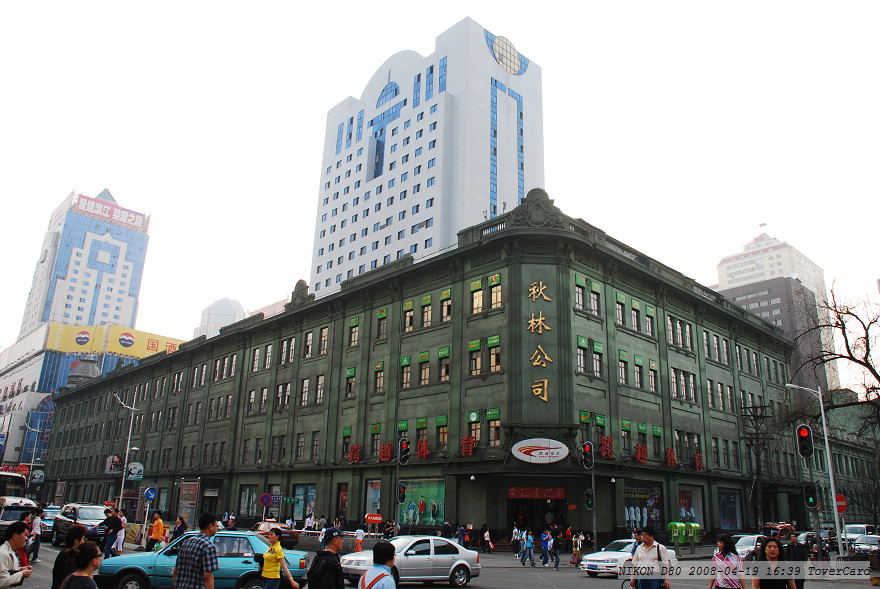
秋林公司

- 哈尔滨弘报会馆旧址（黑龙江日报社） 地址：道里区经纬街5号 （已公布为不可移动文物）
- 日本朝鲜银行哈尔滨分行旧址（哈尔滨地段小学校） 地址：道里区地段街85号 （已公布为不可移动文物）
- 哈尔滨万国储蓄会旧址（哈尔滨市教育委员会） 地址：道里区中央大街1号 （已公布为不可移动文物）
- 巴拉斯电影院旧址（兆麟电影院） 地址：道里区西七道街69号 （已公布为不可移动文物）
- 万国洋行旧址（黑龙江省机电设备公司门市部） 地址：道里区中央大街132号 （已公布为不可移动文物）
- 犹太中学旧址（哈尔滨市朝鲜族第二中学） 地址：道里区通江街86号 （已公布为全国重点文物保护单位哈尔滨犹太人活动旧址群的子项目）
- 德国领事馆旧址（黑龙江省供销合作联合社） 地址：道里区西二道街6号 （已公布为不可移动文物）
- 丹麦领事馆旧址（哈尔滨市文学艺术界联合会） 地址：道里区田地街89号 （已公布为不可移动文物）
- 哈尔滨一等邮局旧址（道里区牙病防治所） 地址：道里区中央大街2号 （已公布为不可移动文物）
- 东省特别区市政管理局旧址（哈尔滨市卫生防疫站） 地址：道里红霞街64号 （已公布为不可移动文物）
- 犹太私人医院旧址（红专街住宅） 地址：道里区红专街43号 （已公布为不可移动文物）
- 滨江关监督公署旧址（友谊路188号住宅） 地址：友谊路188号 （已公布为不可移动文物）
- 哈尔滨总商会会所旧址（哈尔滨市工商联合会） 地址：道里区田地街99号  （已公布为不可移动文物）
- 吉林交涉署旧址（中共哈尔滨市委院内办公楼3号楼） 地址：道里区兆麟街123号 （已公布为不可移动文物）
- 阿格洛夫洋行旧址（黑龙江省商业厅） 地址：道里区中央大街21号 （已公布为不可移动文物）
- 阜合昶五洲货店旧址（黑龙江省石油化学工业厅） 地址：道里区尚志大街100号 （已公布为不可移动文物）
- 秋林商行旧址（秋林公司） 地址：南岗区东大直街297号 （已公布为不可移动文物）
- 敖连特电影院旧址（和平电影院） 地址：南岗区果戈里大街381号 （已公布为不可移动文物）
- 哈尔滨第一齿科学校旧址（哈尔滨铁路局运输检察院） 地址：南岗区邮政街222号 （已公布为不可移动文物）
- 伪满土木建筑协会哈尔滨支部旧址（哈尔滨市政府幼儿园） 地址：南岗区满洲里街29号 （已公布为不可移动文物）
- 西大直街57号建筑群（工大理工学院微机培训中心 哈工大附中） 地址：南岗区西大直街55号 （已公布为不可移动文物）
- 黑龙江省会计师事务所 地址：南岗区民益街80号
- 东省特别行政长官公署旧址（哈尔滨铁路第二中学） 地址：南岗区民益街85号 （已公布为黑龙江省文物保护单位）
- 普育中学旧址（哈尔滨市第三中学） 地址：南岗区果戈里大街415号 （已公布为不可移动文物）
- 黑龙江省文史馆 地址：南岗区吉林街130号 （已公布为不可移动文物）
- 英国驻哈尔滨总领事馆旧址（黑龙江省机电产品试销部） 地址：南岗区红军街69号 （已公布为不可移动文物）
- 东省铁路督办公署旧址（哈尔滨铁路局总工会） 地址：南岗区西大直街45号（已公布为不可移动文物）
- 东省铁路会办公馆旧址（公司街住宅） 地址：南岗区公司街78号 （已公布为不可移动文物）
- 黑龙江省电力局栏杆 地址：南岗区红军街63号 （已公布为不可移动文物）
- 红军街124号建筑（哈尔滨铁路分局工程处） 地址：南岗区红军街124号  （已公布为不可移动文物）
- 世界红卍字会滨江分会旧址（哈尔滨艺术博物馆） 地址：南岗区一曼街253-1号 （已公布为哈尔滨市文物保护单位）
- 空军第一飞行学院5号楼 地址：南岗区文昌街学院院内
- 意大利领事馆旧址（黑龙江省广播电视厅） 地址：南岗区松花江街193号 （已公布为不可移动文物）
- 中东铁路职工住宅旧址（哈尔滨铁路中心医院花园街卫生所） 地址：南岗区花园街5号  （已公布为不可移动文物）
- 中东铁路早期典型医院建筑群（哈尔滨铁路中心医院干部病房） 地址：南岗区颐园街33号 （已公布为不可移动文物）
- 沙俄外阿穆尔军区司令部旧址（哈尔滨铁路卫生学校） 地址：南岗区西大直街33号 （已公布为哈尔滨市文物保护单位）
- 哈尔滨青年之家塔楼 地址：松北区太阳岛西江街8号 （已公布为不可移动文物）
- 滨洲铁路桥头岗楼  地址：道里区公益街81号 （已公布为全国重点文物保护单位中东铁路建筑群的子项目）
- 靖宇街412号建筑（哈尔滨市中西医结合医院） 地址：道外区靖宇街412号 （已公布为不可移动文物）
- 南头道街25～29号建筑（哈尔滨名流酒店用品商场） 地址：道外区南头道街25-29号 （已公布为不可移动文物）
- 南二道街～三道街建筑（黑龙江省水利厅招待所） 地址：道外区南二道街61号 （已公布为不可移动文物）
- 靖宇街297号建筑（环宇文教用品商店） 地址：道外区靖宇街297号 （已公布为不可移动文物）
- 中共北满分局旧址（兴烟招待所） 地址：东大直街178号 （已公布为不可移动文物）
- 许公学校旧址（铁路局办公楼） 地址：邮政街341号 （已公布为哈尔滨市文物保护单位）
- 国民街84号住宅楼   （已公布为不可移动文物）
- 阿什河街65号住宅楼   （已公布为不可移动文物）
- 捷克驻哈尔滨领事馆旧址（吉林街52号住宅楼）  吉林街52号（已公布为不可移动文物）
- 公司街121号建筑（哈尔滨铁路第四小学） 地址：公司街119号 （已公布为不可移动文物）
- 中山路236号建筑（中西医结合学会门诊） 地址：中山路234-236号 （已公布为不可移动文物）
- 哈尔滨电业公司旧址（米旗总店） 地址：果戈里大街353号 （已公布为不可移动文物）
- 下夹树街23号住宅楼  （已公布为不可移动文物）
- 上海航空售票所 地址：中山路224号
- 空军第一飞行学院主楼 地址：中山路226号
- 犹太国民银行旧址（亚帝女士用品商店） 地址：中央大街61号 （已公布为全国重点文物保护单位哈尔滨犹太人活动旧址群的子项目）
- 三菱株式会社（兆麟街39-53号住宅楼） （已公布为不可移动文物）
- 哈尔滨市五金矿产进出口公司 地址：西十一道街55号 （已公布为不可移动文物）
- 犹太医院旧址（哈尔滨市眼科医院） 地址：西五道街36号 （已公布为全国重点文物保护单位哈尔滨犹太人活动旧址群的子项目）
- 拉比诺维奇大楼（远东银行旧址、星期六鞋店） 地址：中央大街109-115号 （已公布为全国重点文物保护单位哈尔滨犹太人活动旧址群的子项目）
- 圣·伊维尔教堂 地址：工厂胡同7-4号  （已公布为哈尔滨市文物保护单位）
- 人民同泰药店 地址：靖宇街325号 （已公布为不可移动文物）
- 滨江道尹李鸿谟故居（靖宇街324-328号商住楼）  （已公布为不可移动文物）
- 中央商城月亮连锁店 地址：靖宇街322号 （已公布为不可移动文物）
- 国际协报原社址（靖宇街283号住宅楼） （已公布为不可移动文物）
- 国家地震局工程力学研究所 地址：学府路29号 （已公布为不可移动文物）
- 新世界北方酒店 地址：花园街403号 （已公布为不可移动文物）
- 哈尔滨工业大学土木系教学楼旧址（原哈尔滨建筑大学主楼） 地址：西大直街66号 （已公布为不可移动文物）
- 哈尔滨工业大学主楼 地址：西大直街92号 （已公布为不可移动文物）
- 哈尔滨工业大学机械楼 地址：西大直街92号 （已公布为不可移动文物）
- 哈尔滨工业大学电机楼 地址：西大直街92号 （已公布为不可移动文物）
- 哈尔滨工人文化宫 地址：中山路248号 （已公布为不可移动文物）
- 中共哈尔滨市委 地址：兆麟街123号
- 哈尔滨青年宫 地址：斯大林街4号 （已公布为不可移动文物）
- 黑龙江中医药大学主楼 地址：和平路24号
- 哈尔滨量具刃具股份有限公司主楼 地址：和平路44号
- 哈尔滨量具刃具股份有限公司围墙 地址：和平路44号 （已公布为不可移动文物）
- 哈尔滨亚麻厂围墙 地址：民生路120号
- 东北轻合金有限责任公司（东楼） 地址：新疆三道街11号 （已公布为不可移动文物）
- 东北轻合金有限责任公司（西楼） 地址：新疆三道街11号 （已公布为不可移动文物）
- 哈军工早期教学楼建筑群（哈尔滨工程大学11号楼） 地址：文庙街11号 （已公布为不可移动文物）
- 哈军工早期教学楼建筑群（哈尔滨工程大学21号楼）  地址：文庙街21号 （已公布为不可移动文物）
- 哈军工早期教学楼建筑群（哈尔滨工程大学31号楼）  地址：文庙街31号 （已公布为不可移动文物）
- 哈军工早期教学楼建筑群（哈尔滨工程大学41号楼）  地址：文庙街41号 （已公布为不可移动文物）
- 哈军工早期教学楼建筑群（哈尔滨工程大学51号楼）  地址：文庙街51号 （已公布为不可移动文物）
- 哈尔滨医科大学早期建筑群 地址：保健路157号 （已公布为不可移动文物）
- 哈尔滨医大二院 地址：保健路148号 （已公布为不可移动文物）
- 黑龙江省军区医院门诊 地址：文庙街2号
- 黑龙江省军区医院住院处 地址：文庙街2号
- 瑞星自动化研究所 地址：果园街9号 （已公布为不可移动文物）
- 伏尔加•贝尔加银行旧址（精品商厦） 地址：道里区中央大街104号（已公布为不可移动文物）
- 伊格莱维仟商店旧址（中央大街药店） 地址：道里区中央大街158号（已公布为不可移动文物）
- 戈洛布斯犹太电影院（香港啄木鸟服饰） 地址：中央大街117-121号 （已公布为全国重点文物保护单位哈尔滨犹太人活动旧址群的子项目）

## 三类保护建筑
- 丽都电影院旧址（音乐厅） 地址：道里区红专街10号 （已公布为不可移动文物）
- 扶轮育才讲习所旧址（黑龙江省医药公司） 地址：道里区中医街101号 （已公布为不可移动文物）
- 日本共立齿科病院旧址（哈尔滨市会计师事务所） 地址：道里区地段街101号 （已公布为不可移动文物）
- 鲁人旅哈学校旧址（哈尔滨市第一中学） 地址：道里区兆麟街121号 （已公布为不可移动文物）
- 全国第六次劳动大会旧址（儿童电影院） 地址：道里区工厂街120号 （已公布为黑龙江省文物保护单位）
- 哈尔滨会馆旧址（哈尔滨话剧院） 地址：道里区兆麟街60号 （已公布为不可移动文物）
- 日本国际运输株式会社哈尔滨分社旧址（哈尔滨市纺织局对外贸易公司） 地址：道里区地段街106号 （已公布为不可移动文物）
- 欧拉佩克医院旧址（哈尔滨市口腔医院） 地址：道里区经纬头道街23号 （已公布为不可移动文物）
- 基督复临安息日会教堂 地址：道里区新阳路158号 （已公布为不可移动文物）
- 西十道街商业住宅楼 地址：道里区西十道街43-47号
- 哈尔滨市电信局道里分局 地址：道里区尚志大街53号 （已公布为不可移动文物）
- 地段街100号建筑（哈尔滨市衡东律师事务所） 地址：道里区地段街100号 （已公布为不可移动文物）
- 黑龙江省轻工业厅 地址：南岗区东大直街281号 （已公布为不可移动文物）
- 穆棱煤矿公司旧址（中共黑龙江省委幼儿园） 地址：南岗区阿什河街39号 （已公布为全国重点文物保护单位哈尔滨犹太人活动旧址群的子项目）
- 普良尼什尼果夫学校（哈尔滨铁路分局招待所） 地址：南岗区花园街343号 （已公布为不可移动文物）
- 伪满电信电话株式会社旧址（哈尔滨电信局） 地址：南岗区果戈里大街420号 （已公布为不可移动文物）
- 凤翔电影院旧址（亚细亚电影院） 地址：南岗区果戈里大街416号 （已公布为不可移动文物）
- 上海市政府驻哈尔滨办事处 地址：南岗区吉林街13号 （已公布为不可移动文物）
- 黑龙江省信访办公室 地址：南岗区龙江街38号 （已公布为不可移动文物）
- 日本南满铁路林业公司办事处旧址（哈尔滨铁路分局房产工程处） 地址：南岗区西大直街34号 （已公布为不可移动文物）
- 积别洛索高大楼旧址（黑龙江省电力局食堂） 地址：南岗区红军街63号  （已公布为不可移动文物）
- 中东铁路早期典型医院建筑群（哈尔滨铁路中心医院幼儿园） 地址：南岗区颐园街33号 （已公布为不可移动文物）
- 果戈里大街401号建筑（哈尔滨铁路分局公安局） 地址：南岗区果戈里大街383号 （已公布为不可移动文物）
- 果戈里大街167号商业住宅楼 地址：南岗区果戈里大街167号 （已公布为不可移动文物）
- 向阳毛皮商店 地址：道外区靖宇街383号 （已公布为不可移动文物）
- 婚庆用品商店 地址：道外区靖宇街408号 （已公布为不可移动文物）
- 北十副食品商店 地址：道外区靖宇街245号 （已公布为不可移动文物）
- 马迭尔典当拍卖商行道外分行 地址：道外区靖宇街357号 （已公布为不可移动文物）
- 中央大戏院旧址（新闻电影院） 地址：道外区景阳街372号 （已公布为不可移动文物）
- 中共北满特委哈尔滨新报旧址（道外公安分局仁里街派出所） 地址：道外区靖宇街170号 （已公布为不可移动文物）
- 日本关东军第731部队细菌工厂遗址 地址：平房区新疆大街25号 （已公布为全国重点文物保护单位侵华日军七三一部队旧址）
- 日本关东军第731部队细菌工厂遗址：动力班 地址：平房区新疆大街与友协大街西北角
- 日本关东军第731部队焚尸处遗址 地址：平房区新疆大街铁路专用线东侧空地
- 日本关东军第731部队细菌工厂遗址：田中班 平房区哈尔滨市飞机制造公司厂区内
- 日本关东军第731部队细菌工厂遗址：给水塔 地址：平房区新疆大街东北轻工合金加工厂内
- 日本关东军第731部队“兵器库”旧址 地址：平房区新疆大街东北轻工合金加工厂内
- 日本关东军第731部队吉村班冷冻试验室遗址 地址：平房区新疆大街东北轻工合金加工厂内
- 波特曼西餐厅 地址：西大直街12号 （已公布为不可移动文物）
- 美国领事馆（新潮家电商店） 地址：东大直街293-297号 （已公布为不可移动文物）
- 吉林街38号建筑（阿山皮装专卖店） 地址：东大直街267-275号 （已公布为不可移动文物）
- 阿什河街65-1号  （已公布为不可移动文物）
- 辽阳街5号住宅楼
- 乐天照像馆旧址（电业宾馆） 地址：尚志大街108号 （已公布为不可移动文物）
- 工厂胡同9号住宅  （已公布为哈尔滨市文物保护单位）
- 亨得利眼镜店 地址：靖宇街334-336号 （已公布为不可移动文物）
- 三友照相馆 地址：靖宇街378-380号 （已公布为不可移动文物）
- 中西医结合医院 地址：靖宇街37-43号 （已公布为不可移动文物）
- 靖宇街261-256号  （已公布为不可移动文物）
- 靖宇街267-273号  （已公布为不可移动文物）
- 亨达利眼镜店 地址：靖宇街350号 （已公布为不可移动文物）
- 新一代眼镜店 地址：靖宇街338-344号 （已公布为不可移动文物）
- 新光装饰材料商场 地址：靖宇街350-354号 （已公布为不可移动文物）
- 哈尔滨市第四医院 地址：靖宇街172号 （已公布为不可移动文物）
- 靖宇街398号商住楼  （已公布为不可移动文物）
- 老鼎丰 地址：靖宇街394号 （已公布为不可移动文物）
- 南头道街111号楼  （已公布为不可移动文物）
- 北头道街23号楼  （已公布为不可移动文物）
- 南四道街84-89号商住楼
- 哈尔滨鼠疫研究所旧址（南勋幼儿园） 地址：大保障街140号 （已公布为黑龙江省文物保护单位）
- 东三省防疫管理处旧址  大保障街140号  （已公布为黑龙江省文物保护单位）
- 哈尔滨第八医院 地址：北七道街1号 （已公布为不可移动文物）
- 黑龙江省图书馆 地址：文昌街48号 （已公布为不可移动文物）
- 德国驻哈尔滨领事馆旧址（黑龙江省体育竞赛管理中心） 地址：阿什河街22号 （已公布为不可移动文物）
- 海关街49-3号住宅 地址：海关街49-3号  （已公布为不可移动文物）
- 哈尔滨友谊宫 地址：友谊宫263号
- 哈尔滨车辆厂水塔 地址：工贸街32号  （已公布为不可移动文物）
- 哈尔滨车辆厂轧钢车间烟囱 地址：工贸街32号  （已公布为不可移动文物）
- 哈尔滨车辆厂轧钢车间 地址：工贸街32号  （已公布为不可移动文物）
- 哈尔滨犹太总会堂（车辆厂招待所） 地址：通江街82号 （已公布为全国重点文物保护单位哈尔滨犹太人活动旧址群的子项目）
- 哈尔滨犹太新会堂（公安局俱乐部） 地址：经纬街162号 （已公布为全国重点文物保护单位哈尔滨犹太人活动旧址群的子项目）
- 西九道街50-58号住宅楼
- 游园街4号（餐厅）  （已公布为不可移动文物）
- 临江街36号住宅楼  （已公布为不可移动文物）
- 邮政街305号住宅楼  （已公布为不可移动文物）
- 邮政街307号住宅楼  （已公布为不可移动文物）
- 巴拉斯旅馆旧址（大台北鞋城） 地址：尚志大街110-124号 （已公布为不可移动文物）
- 麦加利银行旧址（上尚服装店） 地址：尚志大街110-124号 （已公布为不可移动文物）
- 中华大药房 地址：尚志大街110-124号 （已公布为不可移动文物）
- 哈尔滨市中医院第二门诊部 地址：西十四道街1-7号（已公布为不可移动文物）